# تناقض کلاورفیلد
تناقضِ کلاورفیلد (به انگلیسی: The Cloverfield Paradox) یک فیلم علمی تخیلی و ترسناک به کارگردانی جولیوس اوناه و نویسندگی اورن اوزیل و داگ یونگ محصول کمپانی بد روبات متعلق به جی. جی. آبرامز است که شبکهٔ نت‌فلیکس آن را در سال ۲۰۱۸ منتشر کرد. این فیلم سومین قسمت از مجموعهٔ کلوورفیلد است که پس از کلوورفیلد (۲۰۰۸) و شماره ۱۰ خیابان کلوورفیلد (۲۰۱۶) منتشر می‌شود. بازیگران اصلی فیلم دانیل برول، الیزابت دبیکی، اکسل هنی، گوگو امبتا-را، کریس اودوود، جان اورتیز، دیوید اویلوو، گوگو امبتا-را و جانگ زئی هستند و داستان فیلم حول محور گروهی بین‌المللی از فضانوردان در ایستگاهی فضایی است که پس از به‌کارگیری یک شتاب‌دهندهٔ ذرات برای نجات بحران انرژی کرهٔ زمین، متوجه اتفاقات عجیبی می‌شوند که بازگشتشان به زمین را با مشکل مواجه می‌کند.
فیلم با توزیع پارامونت پیکچرز از سال ۲۰۱۲ در دست تولید بود و پیش از این، بدون ارتباط با مجموعهٔ کلوورفیلد، تحت عنوان «ذرهٔ خدا» مراحل تولید را گذراند. پس از آن، تأیید شد که سومین فیلم از این مجموعه است، اما انتشار آن چندین بار به تعویق افتاد. سپس در ۴ فوریه ۲۰۱۸، طی سوپربول ۵۲، به‌طور غافلگیرکننده‌ای تریلری از آن پخش شد و در همان روز در عرض دو ساعت بعد از تریلر در شبکه نت‌فلیکس منتشر شد. با وجود تاکتیک‌های بازاریابی منحصربه‌فرد، فیلم به‌طور کلی نقدهایی منفی دریافت کرد و منتقدان روایت ناپخته، فیلمنامه و تدوین آن را مورد انتقاد قرار داده و بسیاری آن را ضعیف‌ترین فیلم مجموعهٔ کلوورفیلد دانستند. با این‌حال، برخی از هنرنمایی امبتا-را، بازیگر نقش اصلی فیلم، تمجید کردند.

## بازیگران
- گوگو امبتا-را در نقش آوا همیلتون
- دیوید اویلوو در نقش کیل
- دانیل برول در نقش اشمیت
- جان اورتیز در نقش مانک آکوستا
- کریس اودوود در نقش ماندی
- اکسل هنی در نقش ولکوف
- جانگ زئی در نقش تَم
- الیزابت دبیکی در نقش مینا جنسن
- راجر دیویس در نقش مایکل همیلتون
- شبدر نی در نقش مالی
- دونال خاندریا در نقش مارک استمبلر

علاوه بر این، سایمون پگ نقش گویندهٔ رادیو و گرگ گرانبرگ نقش «جو» را صداگذاری کرده‌اند و سوزان کرایر که در فیلم شماره ۱۰ خیابان کلوورفیلد نقش «لزلی» را ایفا کرده بود که زنی بود که سعی داشت وارد پناهگاه شود، در تک‌جلوه‌ای ازاین فیلم، نقش مجری تلویزیون را بازی کرده‌است.